# Sergio Suárez Arteaga
Sergio Suárez Arteaga (Las Palmas de Gran Canaria, 6 de enero de 1987) es un futbolista español. Juega de centrocampista y su equipo es  la U. D. Tamaraceite de la Tercera Federación.

## Trayectoria
Se formó, junto a su hermano gemelo Francis Suárez, en las categorías inferiores de la U. D. Las Palmas. En la temporada 2013-14 se quedó sin ficha, al no entrar en los planes del club, hasta noviembre de ese año en que se desvinculó del club canario para incorporarse al Police United F. C. de la Liga Premier de Tailandia.
Al año siguiente fichó por el Songkhla United de la División 1 segunda categoría de Tailandia. Tras dos años en el Songkhla en 2017 se incorpora al Thai Port F. C.. Allí marcaría 38 goles en la Liga de Tailandia y la temporada 2018-19 logró la FA Cup, el primer título del Port en la última década. Suárez, además, marcó el gol de la final frente al Ratchaburi.
En julio de 2023 retornó a España, fichando por la U. D. Tamaraceite de la Tercera Federación.

## Clubes y estadísticas
Actualizado el 12 de mayo de 2023.
| Club                    |           | Temp.     | Part | Goles |
| ----------------------- | --------- | --------- | ---- | ----- |
| Castillo C. F. (cesión) | España    | 2005-06   | 24   | -     |
| Las Palmas Atlético     | España    | 2006-07   | 29   | 10    |
| U. D. Las Palmas        | España    | 2007-2013 | 23   | 3     |
| C. D. Mirandés          | España    | 2023-2014 | 10   | 0     |
| Police United F. C.     | Tailandia | 2014      | 22   | 6     |
| Songkhla United F. C.   | Tailandia | 2015-2016 | -    | -     |
| Thai Port F. C.         | Tailandia | 2017-2023 | 175  | 73    |
| U. D. Tamaraceite       | España    | 2023      |      |       |

## Palmarés

### Títulos nacionales
| Título               | Club       | País      | Año  |
| -------------------- | ---------- | --------- | ---- |
| Copa FA de Tailandia | Port F. C. | Tailandia | 2019 |